# Liste des mammifères au Liban
Voici la liste des espèces mammifères signalées au Liban. Dans ce pays, il y a 59 espèces de mammifères, dont une est en danger critique d'extinction, une est en danger ; sept sont vulnérables, et une est quasi menacée.

## Statuts de la liste rouge de l'UICN
Les statuts de conservation utilisés par la liste rouge de l'UICN mondiale sont :
| (EX) | Éteint                  | Il n'y a pas le moindre doute sur le fait que le dernier spécimen recensé est mort.                                                                   |
| (EW) | Éteint à l'état sauvage | L'espèce est connue uniquement en captivité ou en tant que population naturalisée bien en dehors de son ancienne aire de répartition.                 |
| (CR) | En danger critique      | L'espèce risque prochainement de s'éteindre à l'état sauvage.                                                                                         |
| (EN) | En danger               | L'espèce fait face à un très gros risque d'extinction à l'état sauvage.                                                                               |
| (VU) | Vulnérable              | L'espèce fait face à un gros risque d'extinction à l'état sauvage.                                                                                    |
| (NT) | Quasi menacé            | L'espèce ne satisfait pas un ou plusieurs des critères prévus qui permettraient de la catégoriser, mais pourrait risquer de s'éteindre dans le futur. |
| (LC) | Préoccupation mineure   | Il n'y a pas de risque identifiable pour l'espèce. |
| (DD) | Données insuffisantes   | Il n'y a pas d'information adéquate qui permettraient de faire une évaluation des risques pour cette espèce.                                          |
| (NE) | Non évalué              | L'espèce n'a pas encore été confrontée aux critères précédents, n'est pas reconnue par l'UICN ou bien s'est éteinte avant le XVIe siècle.             |

Certaines espèces ont été évaluées en utilisant un ensemble de critères plus anciens. Les espèces évaluées utilisant ce système ont ce qui suit à la place de Quasi menacé et Préoccupation mineure :
| LR/cd | Risque faible/dépendant de mesures de conservation | Espèce bénéficiant d'un programme de conservation continue et qui pourraient basculer dans une catégorie de risque plus élevée si ce programme s'arrêtait. |
| LR/nt | Risque faible/Quasi menacé                         | Espèces qui sont proches d'être classées en tant qu'espèce vulnérable mais qui ne sont pas l'objet de programmes de conservation.                          |
| LR/lc | Risque faible/Préoccupation mineure                | Espèces pour lesquelles il n'y a pas de risques identifiés.                                                                                                |

## Sous-classe:Theria

### Infra-classe:Eutheria

#### Ordre:Hyracoidea(damans)

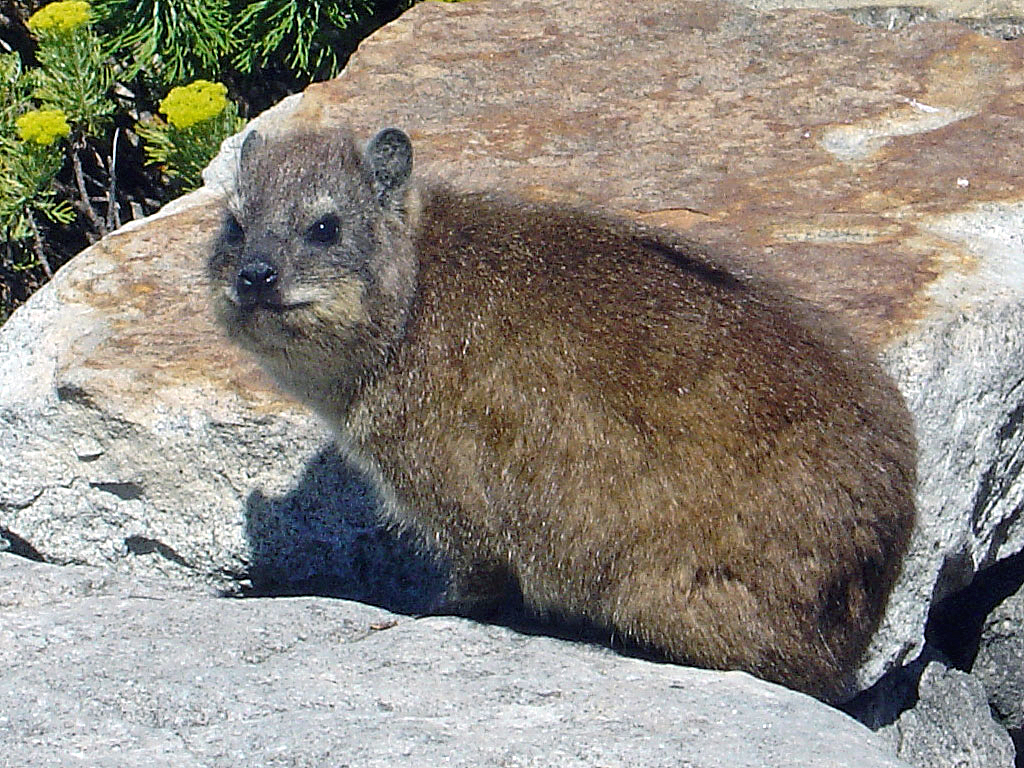
Daman du Cap

Les hyracoïdes est constitué de quatre espèces d'assez petits mammifères herbivores.
- Famille : Procaviidae (hylaxes)
  - Genre : Procavia
    - Daman du Cap Procavia capensis LC

#### Ordre:Rodentia(rongeurs)
- Suborder: Sciurognathi
  - Famille : Sciuridae (squirrels)
    - Sous-famille : Sciurinae
      - Tribe: Sciurini
        - Genre : Sciurus
          - Écureuil de Perse ou du Caucase Sciurus anomalus LR/nt

  - Famille : Gliridae (dormice)
    - Sous-famille : Leithiinae
      - Genre : Dryomys
        - Lérotin commun Dryomys nitedula LR/nt

      - Genre : Eliomys
        - Lérot à queue noire Eliomys melanurus LC

  - Famille : Spalacidae
    - Sous-famille : Spalacinae
      - Genre : Nannospalax
        - Spalax d'Ehrenberg Nannospalax ehrenbergi LC

  - Famille : Cricetidae
    - Sous-famille : Cricetinae
      - Genre : Cricetulus
        - Hamster migrateur Cricetulus migratorius LR/nt

      - Genre : Mesocricetus
        - Hamster de Turquie Mesocricetus brandti LR/lc

    - Sous-famille : Arvicolinae
      - Genre : Microtus
        - Campagnol de Günther, Campagnol levantin Microtus guentheri LR/nt
        - Microtus irani LR/lc

  - Famille : Muridae (mice, rats, voles, gerbils, hamsters, etc.)
    - Sous-famille : Gerbillinae
      - Genre : Gerbillus
        - Petite gerbille du sable Gerbillus dasyurus LR/lc

      - Genre : Meriones
        - Meriones tristrami LR/lc

    - Sous-famille : Murinae
      - Genre : Apodemus
        - Apodemus arianus LR/lc
        - Mulot à collier Apodemus flavicollis LR/lc
        - Mulot rupestre Apodemus mystacinus LR/lc

#### Ordre:Erinaceomorpha(hérissons et gymnures)
- Famille : Erinaceidae (hérisson)
  - Sous-famille : Erinaceinae
    - Genre : Erinaceus

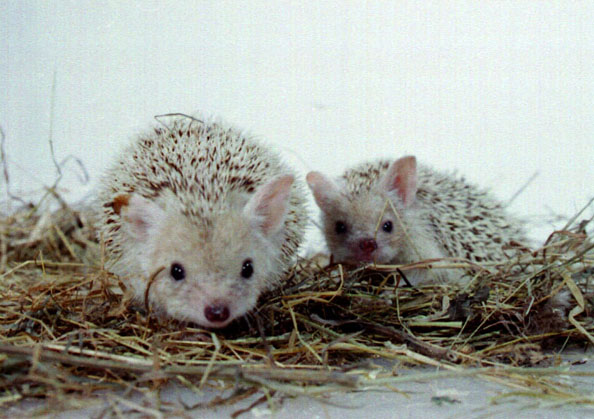
Hérisson oreillard

      - Hérisson d'Europe orientale ou Hérisson orientale Erinaceus concolor LR/lc

    - Genus: Hemiechinus
      - Hérisson oreillard Hemiechinus auritus LR/lc

#### Ordre:Soricomorpha(musaraignes, taupes, et solédontes)
- Famille : Soricidae (musaraignes)
  - Sous-famille : Crocidurinae
    - Genre : Crocidura
      - Crocidure bicolore Crocidura leucodon LR/lc
      - Crocidure des jardins Crocidura suaveolens LR/lc

#### Ordre:Chiroptera(chauves-souris)
- Famille : Pteropodidae (renards volants, chauves-souris frugivores)
  - Sous-famille : Pteropodinae
    - Genre : Rousettus
      - Roussette d'Égypte Rousettus aegyptiacus LC
- Famille : Vespertilionidae
  - Sous-famille : Myotinae
    - Genre : Myotis
      - Petit murin Myotis blythii LR/lc
      - Murin de Capaccini Myotis capaccinii VU
      - Murin aux oreilles échancrées Myotis emarginatus VU
      - Grand murin Myotis myotis LR/nt
      - Murin à moustaches Myotis mystacinus LR/lc
      - Murin de Natterer Myotis nattereri LR/lc

  - Sous-famille : Vespertilioninae
    - Genre : Eptesicus
      - Grande sérotine Eptesicus serotinus LR/lc

- -     - Genre : Nyctalus
      - Noctule commune Nyctalus noctula LR/lc

    - Genre : Pipistrellus
      - Pipistrelle de Savi Pipistrellus savii LR/lc
      - Pipistrelle de Kuhl Pipistrellus kuhlii LC
      - Pipistrelle commune Pipistrellus pipistrellus LC

    - Genre : Plecotus
      - Oreillard gris Plecotus austriacus LR/lc

  - Sous-famille : Miniopterinae
    - Genre : Miniopterus
      - Minioptère de Schreibers Miniopterus schreibersii LC
- Famille : Molossidae
  - Genre : Tadarida
    - Molosse de Cestoni Tadarida teniotis LR/lc
- Famille : Nycteridae
  - Genre : Nycteris
    - Nytère de Thèbaïde Nycteris thebaica LC
- Famille : Rhinolophidae
  - Sous-famille : Rhinolophinae
    - Genre : Rhinolophus
      - Rhinolophe euryale Rhinolophus euryale VU
      - Grand rhinolophe Rhinolophus ferrumequinum LR/nt
      - Petit rhinolophe Rhinolophus hipposideros LC

#### Ordre:Cetacea(baleines)
L'ordre des cétacés comprend les baleines, les dauphins et les marsouins. Ce sont des mammifères totalement adaptés à la vie aquatique avec un corps lisse et fuselé, avec une couche de graisse sous-cutanée, et des membres antérieurs et une queue modifiés pour la propulsion sous l'eau.
- Sous-ordre : Odontoceti
  - Super-famille: Platanistoidea
    - Famille : Delphinidae (dauphins marins)
      - Genre : Delphinus
        - Dauphin commun Delphinus delphis LR/lc

      - Genre : Grampus
        - Dauphin gris de Risso Grampus griseus DD

#### Order:Carnivora(carnivores)
- Sous-ordre : Feliformia
  - Famille : Felidae (félins)
    - Sous-famille : Felinae
      - Genre : Acinonyx
        - Guépard Acinonyx jubatus EX

      - Genre : Caracal
        - Caracal Caracal caracal LC

      - Genre : Felis

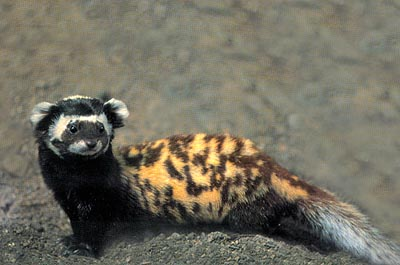
Putois marbré

        - Chat sauvage Felis silvestris LC

    - Sous-famille : Pantherinae
      - Genre : Panthera
        - Lion Panthera leo EX
        - Léopard Panthera pardus EX

  - Famille : Herpestidae (mongooses)
    - Genre : Herpestes
      - Mangouste d'Égypte Herpestes ichneumon LR/lc

  - Famille : Hyaenidae (hyaenas)
    - Genre : Hyaena
      - Hyène rayée Hyaena hyaena EX
- Suborder: Caniformia
  - Famille : Canidae (dogs, foxes)
    - Genre : Vulpes
      - Renard roux Vulpes vulpes LC

    - Genre : Canis
      - Chacal doré Canis aureus LC

  - Famille : Mustelidae (mustelids)
    - Genre : Mustela
      - Belette d'Europe Mustela nivalis LR/lc

    - Genre : Vormela
      - Putois marbré Vormela peregusna LR/lc

    - Genre : Mellivora
      - Ratel Mellivora capensis LR/lc

    - Genre : Meles
      - Blaireau européen Meles meles LR/lc

    - Genre : Lutra
      - Loutre d'Europe Lutra lutra NT

  - Famille : Phocidae (phoques sans oreilles)
    - Genre : Monachus
      - Phoque-moine méditerranéen Monachus monachus CR

#### Order:Artiodactyla(artiodactyles)

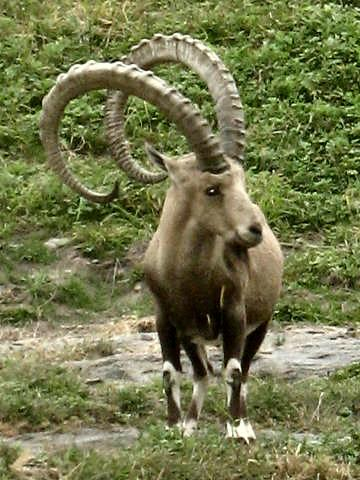
Bouquetin de Nubie

Les artiodactyles sont des ongulés, possédant un nombre paire de doigts aux pieds, et dont le poids est supporté à parts égales par les troisième et quatrième doigts. Il existe environ 220 espèces d'artiodactyles, dont beaucoup sont d'une grande importance économique pour l'être humain.
- Famille : Cervidae (cervidé)
  - Sous-famille : Cervinae
    - Genre : Dama
      - Daim européen Dama dama LR/lc

  - Sous-famille : Capreolinae
    - Genre : Capreolus
      - Chevreuil européen Capreolus capreolus LR/lc
- Famille : Bovidae (cattle, antelope, sheep, goats)
  - Sous-famille : Antilopinae
    - Genre : Gazella
      - Gazelle d'Arabie Gazella gazella VU

  - Sous-famille : Caprinae
    - Genre : Capra
      - Chèvre égagre Capra aegagrus VU
      - Bouquetin de Nubie Capra nubiana EN